# Pavel Vacek (pedagog)
Pavel Vacek (* 22. listopadu 1947 Hradec Králové) je český vysokoškolský učitel, psycholog a docent pedagogiky na Pedagogické fakultě Univerzity Hradec Králové. Mezi lety 2012 až 2016 působil jako děkan Pedagogické fakulty Univerzity Hradec Králové a mezi roky 1998 a 2002 jako prorektor Univerzity Hradec Králové. Od října 2018 zasedá v zastupitelstvu města Hradce Králové.

## Život a profesní kariéra
Narodil se a vyrůstal v Hradci Králové. Maturity složil na tamějším Gymnázium J. K. Tyla. V roce 1977 absolvoval magisterské studium pedagogiky a psychologie na Filozofické fakultě Univerzity Karlovy. Titul PhDr. získal tamtéž v roce 1985. Doktorské studium absolvoval v roce 1997 na Pedagogické fakultě Masarykovy univerzity. Roku 2011 byl habilitován pro obor pedagogika na Univerzitě Palackého v Olomouci.

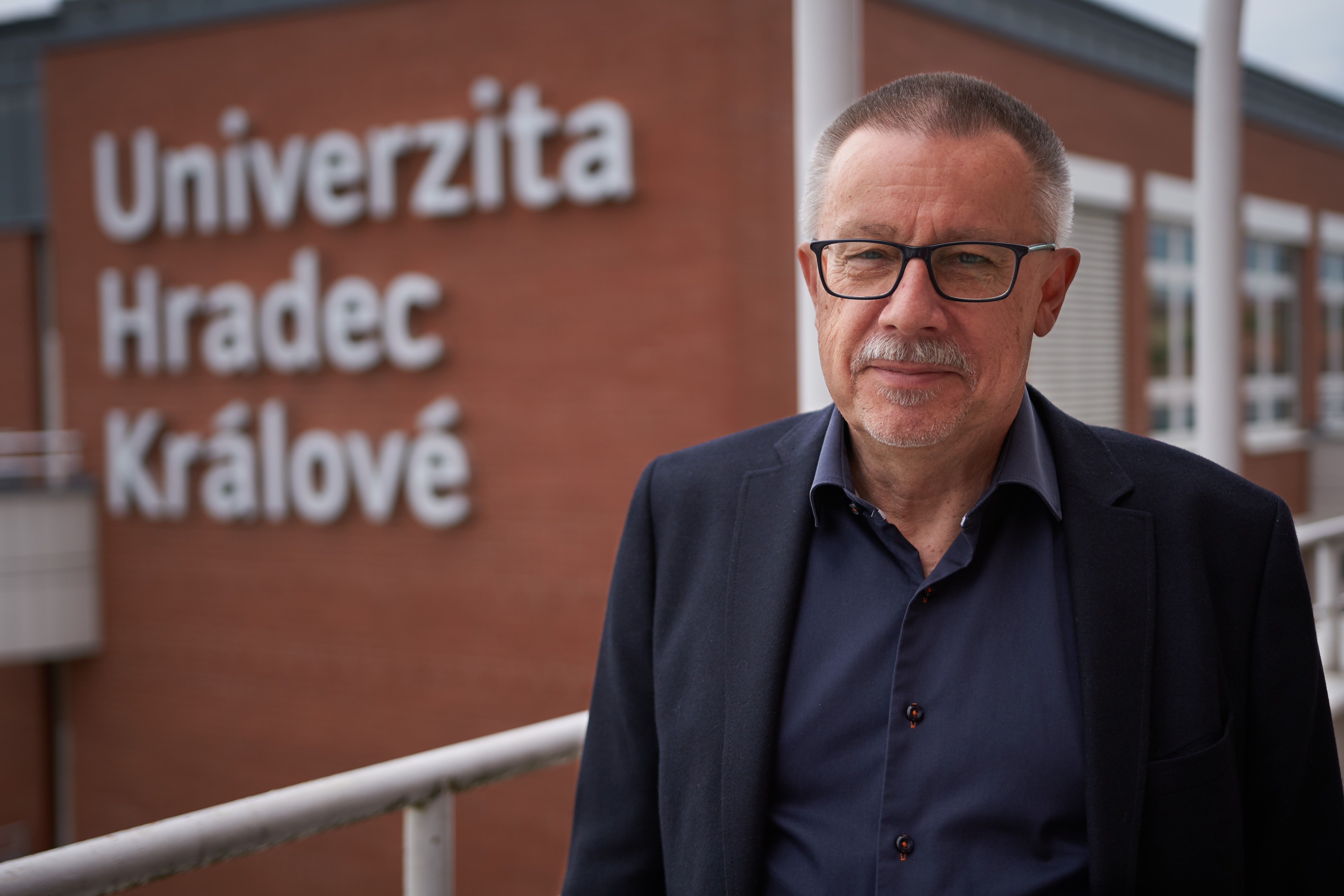
doc. PhDr. Pavel Vacek, Ph.D.

Kariéru začínal jako vychovatel a středoškolský učitel. Od roku 1982 působí na Pedagogické fakultě UHK. Přednáší na Katedře pedagogiky a psychologie PdF UHK pedagogickou psychologii, pedagogicko-psychologickou diagnostiku a psychologii morálky s akcentem na etickou výchovu. Jeho vědecko-výzkumné aktivity se soustředí na zkoumání morálního vývoje dětí a mládeže, etickou stránku pedagogické profese a rizikové chování mladých lidí a jeho prevenci.
V akademickém prostředí zastával řadu řídících funkcí. Byl děkanem Pedagogické fakulty Univerzity Hradec Králové v letech 2012 až 2016, prorektorem téže univerzity v období let 1998 a 2002. Byl dlouholetým vedoucím katedry pedagogiky a psychologie PdF UHK. Byl a je členem řady vědeckých a oborových rad.
Pavel Vacek je ženatý, otec dcery a syna a prarodič vnuka a vnučky. Dcera je učitelkou na prvním stupni základní školy. Syn pracuje ve středisku výchovné péče a pomáhá dětem, které mají výraznější problémy s chováním.

## Politická kariéra
V komunálních volbách v roce 2018 a 2022 byl jako nestraník na kandidátce Pirátů vlivem preferenčních hlasů zvolen do zastupitelstva města Hradce Králové.
Ve volbách do Senátu PČR v roce 2020 kandidoval jako nestraník za Piráty v obvodu č. 45 – Hradec Králové. Podpořilo ho i hnutí STAN. Se ziskem 13,70 % hlasů skončil na 3. místě a do druhého kola nepostoupil.

## Dílo[1]
- VACEK, P. Rozvoj morálního vědomí žáků. Praha: Portál, 2008.
- VACEK, P. Psychologie morálky a výchova charakteru žáků. Hradec Králové: Gaudeamus, 2013.
- VACEK, P. Education for active goodness. Ethics & Bioethics (in Central Europe). 2016, Vol. 6, Volume 6, Issue 1-2.
- VACEK, P. Pedagogická psychologie. Hradec Králové: Gaudeamus, 2017.
- LAŠEK, J., LOUDOVÁ, I., VACEK, P. Teacher’s subjective well-being as an influential factor in feeling responsible for students’ achievement at school. In: Ross, A. (ed.) Citizen Education in Society. London: CICE, London Metropolitan University, 2007.
- LAŠEK, J., VACEK, P. The level of civic attitudes in the Czech Republic. In: Cunningham, P., Fretwell, N. (Eds.) Europe’s: Citizenship in a changing World. Dublin: CICE publication, 2011.
- VACEK, P., ŠINDELKOVÁ, K. Učitel jako morální autorita. In: Globalizovaná súčasnosť, jej morálne a osobnostné výzvy v kontexte etickej výchovy. Banská Bystrica: Belianum, 2016.
- VACEK, P., RYBENSKÁ, K. The Most Frequent Difficulties Encountered by Senior Citizens while using Information and Communication Technology. Procedia – Social and Behavioral Sciences. Amsterdam: Elsevier, 2016.
- VACEK, P., RYBANSKÁ, K. Digital technology in the contemporary lives of senior citizens. International journal of information and education technology. IACSIT, 2017.
- VACEK, P., HORÁK, M., FEDOROVIČ, L. Children and the world of the tabloid information. European Proceedings of Social and Behavioural Sciences, Vol. 31, pp. 479–486, 2017.
- VACEK, P., BENEŠOVÁ, D., BLAHYNKOVÁ, N. BŘÍZOVÁ, H., SITOVÁ, L. Youtuberství a žáci základní školy. Hradec Králové: Gaudeamus, 2018.